# Харченко Андрій Володимирович
Андрі́й Володи́мирович Ха́рченко (1907, село Федорівка Херсонського повіту Херсонської губернії, тепер Херсонської області — 1965, місто Рівне Рівненської області) — радянський діяч органів державної безпеки, генерал-майор, нарком (міністр) внутрішніх справ Таджицької РСР. Депутат Верховної Ради Таджицької РСР. Депутат Верховної Ради СРСР 1—3-го скликань (з 1941 року).

## Біографія
Народився в бідній селянській родині. У 1919 році закінчив середню школу в селі Федорівці Херсонського повіту Херсонської губернії.
У 1924 році вступив до комсомолу.
У квітні 1921 — вересні 1930 року — їздовий, помічник тракториста, голова колгоспу «Шлях до соціалізму» села Федорівки, голова Федорівської сільської ради на Херсонщині.
Член ВКП(б) з грудня 1929 року.
З вересня 1930 по грудень 1934 року служив у Червоній армії: курсант полкової школи, відповідальний секретар полкового бюро ВЛКСМ, помічник командира роти із політчастини 45-го стрілецького полку 15-ї Сиваської дивізії. У грудні 1934 — лютому 1935 року — секретар партійного комітету військової кооперації 15-ї Сиваської дивізії.
У березні 1935 — травні 1938 року — заступник директора Грейгівської машинно-тракторної станції (МТС) із політчастини Миколаївського району Миколаївської області.
У травні — грудні 1938 року — 1-й секретар Великолепетиського районного комітету КП(б)У Миколаївської (тепер — Херсонської) області.
У грудні 1938 (офіційно 5 березня 1939) — 9 серпня 1939 року — заступник народного комісара внутрішніх справ Таджицької РСР.
9 серпня 1939 — 26 лютого 1941 року — народний комісар внутрішніх справ Таджицької РСР.
26 лютого — 31 липня 1941 року — народний комісар державної безпеки Таджицької РСР.
У серпні 1941 — 7 травня 1943 року — заступник народного комісара внутрішніх справ Таджицької РСР.
7 травня 1943 — 20 грудня 1950 року — народний комісар (міністр) внутрішніх справ Таджицької РСР.
У 1947 році закінчив заочно Вищу партійну школу при ЦК ВКП(б). У 1950 році закінчив заочно два курси Сталінабадського юридичного інституту Таджицької РСР.
20 грудня 1950 — 29 червня 1953 року — начальник управління Чорногорського виправно-трудового табору МВС СРСР Красноярського краю. У червні 1953 року звільнений із органів МВС.
З червня 1953 по 1954 рік — заступник начальника управління будівництва Комбінату № 16 і начальник будівельного району 1-го головного будівельного управління Міністерства середнього машинобудування СРСР; начальник територіального управління Татспецнафтобуду в місті Альметьєвську Татарської АРСР.
Потім — начальник будівельно-монтажного управління Рівненської обласної спілки споживчих товариств (облспоживспілки); головний інженер будівельно-монтажного управління Рівненської облспоживспілки.
Перебував на пенсії у місті Рівному, де й помер після тривалої хвороби в березні 1965 року.

## Звання
- капітан державної безпеки (21.02.1939)
- майор державної безпеки (14.03.1940)
- полковник державної безпеки (14.02.1943)
- комісар державної безпеки (12.05.1943)
- генерал-майор (9.07.1945)

## Нагороди
- орден Леніна (17.12.1949)
- два ордени Трудового Червоного Прапора (25.04.1941, 24.02.1948)
- орден Червоної Зірки (20.09.1943)
- орден «Знак Пошани» (26.04.1940)
- медаль «За бойові заслуги»
- медаль «За перемогу над Німеччиною у Великій Вітчизняній війні 1941—1945 років»
- знак «Заслужений працівник НКВС» (4.02.1942)